# Mont Fleuri
Mont Fleuri è uno dei 26 distretti delle Seychelles. Con un'estensione di 6.1 km², il distretto comprende la parte più orientale dell'isola di Mahé - la più grande dell'arcipelago africano - e ospita una popolazione complessiva di 3.611 abitanti (censimento del 2002).
Il villaggio di Mont Fleuri è il capoluogo di regione. Agricoltura, pesca e turismo sono le attività economiche prevalenti.